# Падине
Падине е село в Западна България. То се намира в община Земен, област Перник.

## География
Село Падине се намира в планински район.

## Други
Голям проблем на селото е снабдяването му с водопровод. Местните хора от дълги години се опитват да намерят начин. Селото е много удобно за развитие на селския туризъм.